# Droit de rétractation en droit français
Ne doit pas être confondu avec Rétractation (publication académique).
En droit français, le droit de rétractation est le droit d'un consommateur d'annuler un contrat de vente, accordé pour une durée limitée. Il peut être contractuel ou légal. (C'est-à-dire d'en annuler l'achat, de retourner les produits, sans motif, et d'en obtenir le remboursement.)
- Le délai de rétractation est de 14 jours en cas de contrat à distance et de contrat hors établissement[1]. Il est visé aux articles L. 221-18 à L. 221-28  du code de la consommation (avant le 1er juillet 2016, il s’agissait des articles L. 121-20 et suivant). La liste des exceptions au droit de rétractation est donnée par l'article L.221-28 du Code de la consommation[2].
- Le délai est de 14 jours pour un crédit à la consommation (prêt personnel ou crédit affecté). Il n'y a pas, en revanche, de délai de rétractation en matière de crédit immobilier, mais un délai de réflexion de 10 jours. Cette distinction illustre la nature du droit de rétractation. En effet, en matière de crédit à la consommation, il est possible d'accepter immédiatement l'offre pour ensuite revenir sur sa décision (droit de rétractation), alors qu'en matière de crédit immobilier, il n'est pas possible d'accepter immédiatement l'offre (délai de réflexion).
- L'acquéreur d'un bien immobilier dispose d'un délai de rétractation de 10 jours à compter de la réception du compromis de vente.
- Le délai de rétractation est de 1 mois en assurance-vie[3].

## Droit de rétractation en matière de contrats à distance et de contrats hors établissement
Les articles L.221-18 à L.221-28 du Code de la consommation prévoient un droit de rétractation au bénéficie du consommateur lorsqu'il contracte à distance avec un professionnel ou hors établissement avec un professionnel.

### Conditions du droit de rétractation
Le délai de rétractation existe pour les contrats conclus entre un professionnel et un consommateur à distance et hors établissement. Un contrat est considéré comme conclu à distance à partir du moment où il est conclu hors la présence physique simultanée des parties, c'est-à-dire par internet, par courrier, par courriel, etc. Un contrat est conclu hors établissement à partir du moment où le contrat est conclu en présence physique simultanée des parties, mais dans un lieu qui n'est pas le lieu d'exercice habituel du vendeur ou du prestataire de service. Est assimilé à un contrat hors établissement le contrat conclu dans le lieu d'exercice habituel du vendeur ou du prestataire de service, mais après que le client ait été démarché dans un lieu qui n'est pas le lieu d'exercice habituel du vendeur ou du prestataire de service.
L'article L.221-28 du Code de la consommation donne la liste de tous les cas dans lesquels, par exception, le consommateur ne dispose pas d'une droit de rétractation à savoir:
1. fourniture de services pleinement exécutés avant la fin du délai de rétractation et dont l'exécution a commencé après accord préalable exprès du consommateur et renoncement exprès à son droit de rétractation ;
2. fourniture de biens ou de services dont le prix dépend de fluctuations sur le marché financier échappant au contrôle du professionnel et susceptibles de se produire pendant le délai de rétractation ;
3. fourniture de biens confectionnés selon les spécifications du consommateur ou nettement personnalisés ;
4. fourniture de biens susceptibles de se détériorer ou de se périmer rapidement ;
5. fourniture de biens qui ont été descellés par le consommateur après la livraison et qui ne peuvent être renvoyés pour des raisons d'hygiène ou de protection de la santé ;
6. fourniture de biens qui, après avoir été livrés et de par leur nature, sont mélangés de manière indissociable avec d'autres articles ;
7. fourniture de boissons alcoolisées dont la livraison est différée au-delà de trente jours et dont la valeur convenue à la conclusion du contrat dépend de fluctuations sur le marché échappant au contrôle du professionnel ;
8. travaux d'entretien ou de réparation à réaliser en urgence au domicile du consommateur et expressément sollicités par lui, dans la limite des pièces de rechange et travaux strictement nécessaires pour répondre à l'urgence ;
9. fourniture d'enregistrements audio ou vidéo ou de logiciels informatiques lorsqu'ils ont été descellés par le consommateur après la livraison ;
10. fourniture d'un journal, d'un périodique ou d'un magazine, sauf pour les contrats d'abonnement à ces publications ;
11. enchère publique ;
12. prestations de services d'hébergement, autres que d'hébergement résidentiel, de services de transport de biens, de locations de voitures, de restauration ou d'activités de loisirs qui doivent être fournis à une date ou à une période déterminée ;
13. fourniture d'un contenu numérique non fourni sur un support matériel dont l'exécution a commencé après accord préalable exprès du consommateur et renoncement exprès à son droit de rétractation.

L'article L.221-3 du Code de la consommation prévoit que ce droit bénéficie également aux professionnels dans les conditions suivantes :
- le client est une entreprise de moins de 5 salariés,
- le contrat est conclu hors établissement,
- l'objet du contrat n'entre pas dans le cadre de l'activité principale du client.

La jurisprudence donne plusieurs exemples. A titre d'exemple, par un arrêt du 12 septembre 2018, la Cour de Cassation a estimé qu'une architecte peut en bénéficier, sa micro-entreprise comptant moins de 5 salariés, ayant signé hors domicile et un site web n'entrant pas dans le champ de son activité principale,. Autre exemple, par un arrêt du 27 novembre 2019, la Cour de cassation a estimé qu'un contrat ayant un objet publicitaire (inscription sur un annuaire) n'entrait pas dans le champ d'activité principal d'une entreprise de commerce de bois de chauffage, et que le professionnel pouvait se rétracter dès lors qu'il employait moins de 5 salariés et que le contrat a été conclu à la suite d'un démarchage sur le lieu de l'entreprise.

### Délai de rétractation
Le délai de rétractation est, en principe, de 14 jours. Il commence à courir à compter de la livraison du bien pour une vente, ou à compter de la conclusion du contrat pour une prestation de service.
Par exception, si le professionnel n'informe pas correctement le consommateur sur le droit de rétractation, alors le délai est prorogé de 12 mois, ce qui signifie que le consommateur a alors 1 an et 14 jours pour se rétracter. Enfin, si le professionnel régularise ce défaut d'information par l'envoi d'une information sur le droit de rétractation, alors le délai est abrégé à 14 jours à compter de la réception de cette information.

### Exercice et effets de la rétractation
L'exercice du droit de rétractation se fait au moyen du formulaire de rétractation ou par tout autre moyen du moment que la volonté de se rétracter est suffisamment claire. Des formulaires type de rétractation sont disponibles sur internet,.
En matière de vente, le consommateur doit restituer le bien dans un délai de 14 jours, et le professionnel doit rembourser le prix et les frais accessoires (exemple: les frais de livraison) dans un délai de 14 jours. Si le professionnel en a informé le consommateur, les frais de retour sont à la charge du consommateur. Si le professionnel accepte de les assumer ou s'il n'a pas correctement informé le consommateur sur ces frais, ils sont à la charge du professionnel. Le professionnel peut conserver une somme correspondant à la détérioration éventuelle du bien.
En matière de prestation de service, le professionnel doit:
- rembourser toutes les sommes perçues si la prestation n'a pas débuté ou si elle a débuté sans que le professionnel ne recueille la demande expresse du consommateur,
- rembourser les sommes en conservant le prorata de la prestation déjà exécutée, si la prestation a débuté à la demande du consommateur et que le professionnel justifie avoir recueilli cette demande sur un support durable.